# Sori Mané
Manconi Soriano Mané (sinh ngày 3 tháng 4 năm 1996) là một cầu thủ bóng đá người Guiné-Bissau thi đấu cho Cova Piedade ở vị trí hậu vệ.

## Sự nghiệp bóng đá
Vào ngày 31 tháng 1 năm 2016, Mané có màn ra mắt cho Olhanense trong trận đấu tại Giải bóng đá hạng nhất quốc gia Bồ Đào Nha 2015–16 trước Atlético.

## Sự nghiệp quốc tế
Mané ra mắt lần đầu tiên cho Đội tuyển bóng đá quốc gia Guiné-Bissau trong thất bại 3-1 ở giao hữu trước Đội tuyển bóng đá quốc gia Nam Phi vào ngày 25 tháng 3 năm 2017.